# Solanum taitense
Solanum taitense är en potatisväxtart som beskrevs av Wilhelm Vatke. Solanum taitense ingår i släktet skattor som ingår i familjen potatisväxter. Inga underarter finns listade i Catalogue of Life.